# Giải vô địch bóng đá nữ U-19 châu Âu 2015
Giải vô địch bóng đá nữ U-19 châu Âu 2015 diễn ra tại Israel từ ngày 15 tháng 7 đến 27 tháng 7 năm 2015.
Bốn đội lọt vào bán kết sẽ đại diện cho châu Âu tại vòng chung kết Giải vô địch bóng đá nữ U-20 thế giới 2016 tại Papua New Guinea.

## Vòng bảng

### Bảng A
| VT | Đội        | ST | T | H | B | BT | BB | HS | Đ | Giành quyền tham dự                                                        |
| -- | ---------- | -- | - | - | - | -- | -- | -- | - | -------------------------------------------------------------------------- |
| 1  | Pháp       | 3  | 3 | 0 | 0 | 6  | 0  | +6 | 9 | Lọt vào Vòng đấu loại trực tiếp Giải vô địch bóng đá nữ U-20 thế giới 2016 |
| 2  | Thụy Điển  | 3  | 2 | 0 | 1 | 4  | 1  | +3 | 6 | Lọt vào Vòng đấu loại trực tiếp Giải vô địch bóng đá nữ U-20 thế giới 2016 |
| 3  | Đan Mạch   | 3  | 1 | 0 | 2 | 2  | 3  | −1 | 3 |                                                                            |
| 4  | Israel (H) | 3  | 0 | 0 | 3 | 1  | 9  | −8 | 0 |                                                                            |

| Pháp      | 1–0      | Đan Mạch |
| --------- | -------- | -------- |
| Léger 49' | Chi tiết |          |

| Israel | 0–3      | Thụy Điển                         |
| ------ | -------- | --------------------------------- |
|        | Chi tiết | Björn 22' · Blackstenius 28', 72' |

| Thụy Điển            | 1–0      | Đan Mạch |
| -------------------- | -------- | -------- |
| Angeldal 35' (ph.đ.) | Chi tiết |          |

| Israel | 0–4      | Pháp                                             |
| ------ | -------- | ------------------------------------------------ |
|        | Chi tiết | Mateo 10' · Carage 26' · Gathrat 63' · Léger 90' |

| Đan Mạch          | 2–1      | Israel     |
| ----------------- | -------- | ---------- |
| Sørensen 33', 60' | Chi tiết | Avital 22' |

| Thụy Điển | 0–1      | Pháp                |
| --------- | -------- | ------------------- |
|           | Chi tiết | Andersson 5' (l.n.) |

### Bảng B
| VT | Đội         | ST | T | H | B | BT | BB | HS | Đ | Giành quyền tham dự                                                        |
| -- | ----------- | -- | - | - | - | -- | -- | -- | - | -------------------------------------------------------------------------- |
| 1  | Đức         | 3  | 2 | 0 | 1 | 3  | 3  | 0  | 6 | Lọt vào Vòng đấu loại trực tiếp Giải vô địch bóng đá nữ U-20 thế giới 2016 |
| 2  | Tây Ban Nha | 3  | 2 | 0 | 1 | 7  | 2  | +5 | 6 | Lọt vào Vòng đấu loại trực tiếp Giải vô địch bóng đá nữ U-20 thế giới 2016 |
| 3  | Na Uy       | 3  | 1 | 1 | 1 | 2  | 4  | −2 | 4 |                                                                            |
| 4  | Anh         | 3  | 0 | 1 | 2 | 2  | 5  | −3 | 1 |                                                                            |

1. 1 2  Xếp hạng theo đối đầu (Đức 1–0 Tây Ban Nha)

| Anh        | 1–2      | Đức                     |
| ---------- | -------- | ----------------------- |
| George 30' | Chi tiết | Ehegötz 25' · Knaak 87' |

| Tây Ban Nha                                   | 4–0      | Na Uy |
| --------------------------------------------- | -------- | ----- |
| Redondo 22', 83' · Nahikari 26' · Garrote 38' | Chi tiết |       |

| Anh      | 1–3      | Tây Ban Nha                            |
| -------- | -------- | -------------------------------------- |
| Flint 9' | Chi tiết | Garrote 54' · Redondo 82' · Gálvez 90' |

| Đức | 0–2      | Na Uy                          |
| --- | -------- | ------------------------------ |
|     | Chi tiết | Fjelldal 5' · Knaak 33' (l.n.) |

| Na Uy | 0–0      | Anh |
| ----- | -------- | --- |
|       | Chi tiết |     |

| Đức               | 1–0      | Tây Ban Nha |
| ----------------- | -------- | ----------- |
| Gálvez 39' (l.n.) | Chi tiết |             |

## Vòng đấu loại trực tiếp
|  | Bán kết              | Bán kết   |                      |       | Chung kết | Chung kết |
|  |                      |           |                      |       |           |           |
|  | 24 tháng 7 - Lod     |           |                      |       |           |           |
|  |                      |           |                      |       |           |           |
|  | Pháp                 | 1 (4)     |                      |       |           |           |
|  | Pháp                 | 1 (4)     | 27 tháng 7 - Netanya |       |           |           |
|  | Tây Ban Nha (ph.đ)   | 1 (5)     |                      |       |           |           |
|  | Tây Ban Nha (ph.đ)   | 1 (5)     | Tây Ban Nha          | 1     |           |           |
|  | 24 tháng 7 - Netanya |           | Tây Ban Nha          | 1     |           |           |
|  |                      | Thụy Điển | 3                    |       |           |           |
|  | Đức                  | Thụy Điển | 3                    | 3 (2) |           |           |
|  | Đức                  |           |                      | 3 (2) |           |           |
|  | Thụy Điển (ph.đ)     | 3 (4)     |                      |       |           |           |
|  | Thụy Điển (ph.đ)     | 3 (4)     |                      |       |           |           |

### Bán kết
| Đức                                | 3–3 (s.h.p.) | Thụy Điển                                   |
| ---------------------------------- | ------------ | ------------------------------------------- |
| Knaak 12' · Ehegötz 58' · Gier 78' | Chi tiết     | Almqvist 21' · Blackstenius 44', 88'        |
| Loạt sút luân lưu                  |              |                                             |
| Knaak · Gier · Rauch · Gaugigl     | 2–4          | Angeldal · Björn · Blackstenius · Blomqvist |

| Pháp                                               | 1–1 (s.h.p.) | Tây Ban Nha                                       |
| -------------------------------------------------- | ------------ | ------------------------------------------------- |
| Léger 36'                                          | Chi tiết     | Sánchez 42'                                       |
| Loạt sút luân lưu                                  |              |                                                   |
| Greboval · Lahmari · Karchaoui · Romanelli · Léger | 4–5          | Domínguez · Hernández · Ortega · Beltrán · García |

### Chung kết
| Tây Ban Nha   | 1–3      | Thụy Điển                            |
| ------------- | -------- | ------------------------------------ |
| Hernández 81' | Chi tiết | Blackstenius 28', 36' · Angeldal 89' |

| Vô địch U-19 nữ châu Âu 2015 |
| ---------------------------- |
| · Thụy Điển · Lần thứ ba     |